# Síndrome de Turner
Síndrome de Turner, também denominada 45,X ou 45,X0, é uma condição genética em mulheres caracterizada pela ausência total ou parcial de um cromossoma X. Os sinais e sintomas variam de pessoa para pessoa. Os sintomas mais comuns desde o nascimento são inchaço do dorso das mãos e dos pés, pregas redundantes na nuca, pescoço alado, tórax largo, mamilos invertidos e hipertelorismo mamário. Entre outros possíveis sintomas estão implantação baixa do cabelo na nuca, ptose, vários nevos pigmentados, quarto metacarpo e metatarso curtos e almofadas dos dedos proeminentes e com estrias. Durante o crescimento, as jovens geralmente apresentam baixa estatura. Geralmente, só conseguem desenvolver mamas e períodos menstruais com terapia de substituição hormonal, sendo incapazes de engravidar sem ajuda de reprodução medicamente assistida. As pessoas com síndrome de Turner apresentam um risco acrescido de cardiopatias congénitas, diabetes, hipertiroidismo e problemas de visão e audição. A maior parte apresenta inteligência normal. No entanto, algumas podem ter dificuldade com a visualização espacial, o que coloca problemas no ensino de matemática.
A síndrome de Turner geralmente não é herdada de um dos progenitores. Não são conhecidos fatores ambientais e a idade da mãe não aparenta ter influência. A síndrome tem origem numa anomalia cromossómica caracterizada pela ausência total ou parcial ou alteração de um cromossoma X. Enquanto a maioria das pessoas tem 46 cromossomas, as pessoas com síndrome de Turner geralmente têm apenas 45. Esta anomalia cromossómica pode estar presente apenas em algumas células, sendo nesse caso denominada síndrome de Turner com mosaicismo. Nestes casos os sintomas são geralmente pouco pronunciados e é possível que nunca se cheguem a manifestar. O diagnóstico baseia-se nos sinais físicos e em exames genéticos.
Não se conhece cura para a síndrome. O tratamento pode ajudar a controlar os sintomas. As injeções de hormona do crescimento durante a infância permitem aumentar a estatura em idade adulta. A terapia de reposição de estrogénio promove o desenvolvimento das mamas e das ancas. Em muitos casos é necessário tratamento médico para gerir os problemas de saúde associados à síndrome.
A síndrome de Turner ocorre em 1 entre cada 2000–5000 nascimentos do sexo feminino. A prevalência da doença é idêntica entre todas as culturas e regiões do mundo. Geralmente as pessoas com síndrome de Turner apresentam uma esperança de vida menor, devido em grande parte à diabetes e doenças cardíacas associadas. A doença foi descrita pela primeira vez pelo endocrinologista Henry Turner em 1938. Em 1964 foi estabelecido que tinha origem numa anomalia genética.

## Sinais e sintomas
Dos seguintes sintomas comuns da síndrome de Turner, um indivíduo pode ter qualquer combinação de sintomas, mas é improvável que tenha todos os sintomas.
- Baixa estatura
- Inchaço nas mãos e pés em um recém-nascido
- Peito largo e mamilos espaçados
- Orelhas baixas
- Esterilidade reprodutiva
- Estruturas gonadais subdesenvolvidas que mais tarde se tornam fibróticas
- Amenorréia
- Aumento de peso
- Metacarpo IV encurtado
- Unhas pequenas
- Mudança nas características facias
- Pescoço com membrana de higroma cístico na infância
- Estenose da válvula aórtica
- Coarctação da aorta (obstrução da aorta)
- Válvula aórtica bicúspide (problema cardíaco mais comum)
- Rim em ferradura
- Deficiências visuais - esclera, córnea, glaucoma, etc.
- Infecções auditivas e perda de audição
- Alta relação cintura/quadril
- Transtorno de deficit de atenção e hiperatividade
- Dificuldades de aprendizagem não verbais (problemas com matemática, habilidades sociais e relações espaciais)

Outras características podem incluir um pequeno maxilar inferior (micrognatia), cubitus valgus, unhas moles viradas para cima, pregas palmares e pálpebras pendentes. Menos comuns são as manchas pigmentadas, perda auditiva e um palato de arcada alta (maxila estreita). A síndrome de Turner manifesta-se de forma diferente em cada mulher afetada pela condição; portanto, não há dois indivíduos com as mesmas características.
Enquanto a maioria dos achados físicos são inofensivos, problemas médicos significativos podem ser associados com a síndrome. A maioria dessas condições são tratáveis com cirurgia e medicação.

### Pré-natal
Apesar do excelente prognóstico pós-natal, 99% das concepções da síndrome de Turner terminam em aborto espontâneo ou natimorto, e até 15% de todos os abortos espontâneos têm o cariótipo 45,X. Entre os casos detectados por amniocentese de rotina ou amostra de vilo corial, um estudo constatou que a prevalência da síndrome de Turner entre as gestações testadas foi 5,58 e 13,3 vezes maior, respectivamente, do que entre neonatos vivos em uma população semelhante.

## Causas
A síndrome de Turner é causada pela ausência de uma cópia completa ou parcial do cromossomo X em algumas ou todas as células. As células anormais podem ter apenas um X (monossomia) (45,X) ou podem ser afetadas por um dos vários tipos de monossomia parcial, como a deleção do braço p curto de um cromossomo X (46,X,del(Xp)) ou a presença de um isocromossomo com dois braços q (46,X,i(Xq)). A síndrome de Turner tem características distintas devido à falta de regiões pseudoautosomais, que são tipicamente poupadas da inativação do X. Em indivíduos mosaicos, células com monossomia X (45,X) podem ocorrer junto com células normais (46,XX), células com monossomias parciais ou células com cromossomo Y (46,XY), sendo estimada a presença de mosaicismo relativamente comum em indivíduos afetados (67-90%).

45,X cariótipo, mostrando um X não emparelhado no canto inferior direito.

### Hereditariedade
Na maioria dos casos em que ocorre monossomia, o cromossomo X vem da mãe. Isto pode ser devido a uma não disjunção no pai. Erros meióticos que levam à produção de X com deleções de braço p ou cromossomos Y anormais também são encontrados principalmente no pai. O isocromossomo X ou cromossomo X em anel, por outro lado, são formados igualmente frequentemente por ambos os pais. Em geral, o cromossomo X funcional geralmente vem da mãe.
Na maioria dos casos, a síndrome de Turner é um evento esporádico, e para os pais de um indivíduo com síndrome de Turner o risco de recorrência não é aumentado em gestações subsequentes. Raras exceções podem incluir a presença de uma translocação equilibrada do cromossomo X em um dos pais, ou quando a mãe tem mosaicismo de 45,X restrito às suas células germinativas.